# Agence de presse
Une agence de presse est une organisation qui vend aux médias de l'information (textes, photos, vidéos, etc.) à la manière d'un grossiste fournissant des détaillants, ce qui permet à ces médias de s'informer sur des pays dans lesquels ils n'ont pas, ou pas assez, de correspondants, et dans des domaines (musique, sport, économie) où l'agence peut compléter ou renforcer leur propre production.
Trois d'entre elles sont agence de presse mondiale et généraliste car elles ont des bureaux dans la plupart des pays du monde et couvrent tous les domaines d'information : l'américaine Associated Press, la canado-britannique Reuters, et la française Agence France-Presse. Il existe aussi plusieurs dizaines d'agences nationales, de structure coopérative en Europe du Nord ou dans les pays anglo-saxons, et appartenant à l'État dans le reste du monde, certaines d'entre elles ayant une relative présence internationale mais alimentant surtout les médias et organismes officiels de leur pays.
La plus grande partie de la production journalistique des agences de presse à travers le monde est assurée par plusieurs milliers d'agences spécialisées dans un domaine particulier ou une technique de journalisme : photo, infographie, etc. Quel que soit leur actionnariat, les journalistes des agences de presse sont tous tenus au respect de la déontologie du journalisme et au principe de protection des sources d'information.
Leur émergence progressive a démarré par le succès, dans les années 1880, d'une « petite presse » à gros tirage, moins politisée et diversifiant ses centres d'intérêt, soucieuse de vérifier les faits, avec un appétit particulier pour l'information internationale, sur fond de baisse des prix du télégraphe et sur les initiatives de James Edmund Scripps et Edward Willis Scripps à Détroit et Cleveland.

## Histoire
Dans les années 1830, la France comptait plusieurs agences spécialisées, progressivement incorporées dans l'Agence Havas à partir des années 1840. Le développement du télégraphe dans les années 1850 entraîne la création de solides agences nationales, également en Angleterre, Allemagne, Autriche et aux États-Unis. Mais malgré les efforts des gouvernements, via les lois sur le télégraphe de 1878 en France, s'inspirant de l'exemple anglais du Telegraph Act de 1869, le coût des liaisons télégraphiques reste élevé. Ce handicap motive la signature le 29 juillet 1875 du Traité quadripartite des agences de presse, appelé aussi « cartel des agences », entre l'AP, l'Havas, Reuters et l'Agence Continentale allemande. Chacune se veut mondiale, mais ne peut s'approcher du but que via ce cartel, qui partage le monde entre leurs zones de production et organise l'échange de services au sein du cartel. L'interconnexion des marchés financiers leur ouvre des horizons commerciaux.
Aux États-Unis, l’arrêt Inter Ocean Publishing contre Associated Press, rendu en 1900, facilite la concurrence entre quotidiens, en obligeant les agences à accepter tous les journaux qui souhaitent y adhérer. Sur fond de multiplication des quotidiens, l’Associated Press est alors concurrencée par la création, en 1907, de l’United Press (association) puis, en 1909, de l’International News Service du groupe Hearst. Portées par l'énorme marché intérieur américain, dopées par le succès fulgurant de la radio, toutes trois imposent le démantèlement du « cartel des agences » via l’accord du 26 août 1927 sur l'information. Inquiets du succès des agences américaines, d'autres pays européens créent une agence nationale après la Première Guerre mondiale. Reuters est affaiblie par la censure de guerre, ce qui favorise la création de coopératives de journaux dans le Commonwealth et d'agences nationales en Asie, ses deux zones fortes. Après la Seconde Guerre mondiale, le mouvement de création des agences nationales s'accélère, lors de l'accès à l'indépendance des ex-colonies, dont les agences nationales sont, cette fois, détenues par l'État. Reuters, devenu coopérative, réussit une percée dans la finance, contribuant à ramener le nombre d'agences américaines de trois à une, parallèlement à l'internationalisation de l'espagnole EFE et à la mondialisation de l'AFP.
Depuis les années 1960, qui leur ont procuré de nouveaux débouchés dans la télévision et la presse magazine, les agences de presse spécialisées livrent la production d'agence la plus importante, en nombre d'images et de photos. Leur nombre ne cesse d'augmenter. En France, par exemple, elles représentent plus des deux-tiers du marché national, même si l'histoire de l'AFP s'est traduite par une forte croissance.

## Spécialisée, mondiale, ou nationale, les trois natures d'agence de presse
En forte expansion, grâce à leur extrême diversité, en termes de taille, d'actionnariat et de publics, les agences de presse spécialisées sont les plus nombreuses et celles qui produisent le plus de textes et d'images. De leur côté, les agences nationales et les agences mondiales relèvent de cultures et de modèles économiques antagonistes.

### Les agences de presse spécialisées, côté texte
Aux États-Unis, l'apparition des comics a vu la création d'agences pour assurer leur diffusion. D'autres, vendant aux journaux des rubriques diverses (articles, mots croisés, recette de cuisine, courrier du cœur, etc.) se sont développées après la Première Guerre mondiale.
Parmi les nombreuses agences spécialisées en économie, Fournier est apparue dès 1874 en France et a lancé L'Agefi (France) en 1911. Une autre agence économique est créée en 1903 par le quotidien L’Information. Nées dans les années 1980 aux États-Unis, Bloomberg et Dow Jones sont toutes les deux associées avec une agence de presse mondiale et généraliste, leurs clients voulant connaître des nouvelles dépassant le cadre de l'économie et pouvant l'impacter : coups d'État, émeutes, élections, guerres. La britannique Reuters, même si elle gagne surtout de l'argent avec les services financiers, n'est pas une agence spécialisée mais une agence de presse mondiale et généraliste couvrant tous les domaines, grâce à des bureaux dans tous les pays du monde, y compris les plus pauvres. En couvrant une émeute au Yémen, une épidémie au Zimbabwe ou la pollution autour d'une mine en Bolivie, elle permet à ses clients de suivre l'évolution des dossiers sociaux et environnementaux à l'échelle du monde et leurs interconnexions.
En France, la plus connue des agences spécialisées est l'Agence Éducation et Formation (AEF), en raison de son actionnaire Raymond Soubie, qui a dirigé le Groupe Liaisons, puis fut conseiller de Nicolas Sarkozy sur les affaires sociales entre 2007
 et octobre 2010. Elle emploie 80 journalistes spécialisés sur l'éducation, l'urbanisme, les politiques de l'emploi et la protection sociale. Son concurrent principal, le Groupe Liaisons offre aussi des services d'agence de presse spécialisée. Dans les secteurs cinéma, culture, loisirs, jeux et télévision, l'Agence Plurimedia, filiale du groupe Lagardère, est née de la fusion entre Plurimedia Spectacles, créée en 1986 à Paris, et Imedia Presse, créée en 1987 à Strasbourg, Le Studio Grolier, créé en 1995 par Grolier Interactive et Intermonde-Prescott, est spécialisé dans la fourniture de jeux et programmes TV.
Plusieurs agences se sont spécialisées dans le choix d'un ton, d'un regard particulier sur l'actualité ou d'une ambition militante, qu'il s'agisse d'une approche plus détendue pour Relaxnews, ou plutôt axée sur les solutions constructives pour l'association Reporters d'espoirs, ou tout simplement plus féminine pour Pénélopes. L’Agence de presse Hirondelle, créée en 1995, diffusée en français, anglais, swahili et kinyarwanda, avec le soutien de la Belgique et de la Suisse, milite pour « l’application effective de la Justice internationale » pour qu'elle joue « un rôle de plus en plus important dans l’instauration d’États de droit dans les zones de conflits violents ».

### Les agences de presse spécialisées, côté images
En photojournalisme et télévision, Paris est la capitale des agences spécialisées, à côté de  l'agence CAPA, fondée le 1er août 1989 par Hervé Chabalier, ou Rapsodia, dirigée par Laurent Bouvet, qui fédère une trentaine de photographes ayant pour spécialités les sports et loisirs, le voyage et l’aventure.
La plus ancienne est Keystone Paris fondée en 1927 par Alexandre Garaï. Rapho, fondée en 1933 par le Hongrois Charles Rado, est rachetée par Hachette Filipacchi Médias en 2000, qui l'a regroupée avec l'agence Gamma et d'autres fonds d'images. En décembre 2006, Hachette Filippachi Médias vend l'ensemble, dont Rapho, à Green Recovery, un fonds d'investissement qui crée la holding « Eyedea », lequel dépose son bilan en juillet 2009. Elle est alors reprise en avril 2010, avec les autres agences du groupe Eyedea, par le photographe François Lochon, qui crée une nouvelle structure, dénommée Gamma-Rapho.
Magnum Photos a ensuite été créée en 1947 sous forme de coopérative par Robert Capa, Henri Cartier-Bresson, George Rodger, William Vandivert et David Seymour, avec des bureaux à New York, Londres et Tokyo. Gamma a suivi en 1967, créée par Hubert Henrotte, qui a décidé six ans plus tard de fonder l'agence Sygma, disparue en 2010, dont les 40 millions d’images ont été rachetées par Corbis.
La même année, en 1973, le photoreporter turc Gökşin Sipahioğlu avait fondé Sipa Press, rachetée en 2001 par Pierre Fabre, le patron du groupe pharmaceutique homonyme, puis en 2012 par l'agence allemande DAPD et qui fédère près de 6000 photographes. Cette génération compte aussi Roger-Viollet et l'agence Viva, fondée en 1972 par huit photographes (Alain Dagbert, Martine Franck, Hervé Gloaguen, Claude Raimond-Dityvon, François Hers, Richard Kalvar, Jean Lattès et Guy Le Querrec).

### Les agences de presse spécialisées, côté audio
Aux États-Unis, les informations d'AP sont diffusées par radio dès 1920, ce qui permet de contourner les réseaux télégraphiques et ainsi renforcer la concurrence, base de la vocation d'Agence de presse mondiale et généraliste d'AP. Par ailleurs, des centaines de radios locales vont progressivement pouvoir diffuser des nouvelles fraîches, plus vite que les quotidiens. En 1921, pour la première fois, la coopérative AP diffuse un article signé de son rédacteur, à la demande de plusieurs journaux, qui veulent pouvoir insérer un article complet, signé, dans leurs colonnes.
En France, l’AFP est novatrice en la matière et propose, sous l’impulsion d’Henri Pigeat, le service de l’AFP Audio dès 1984, également nommé AFP-Flash. Durant les années 1980, le service AFP-Flash compte en France une centaine d'abonnés contre mille aux États-Unis pour l’AP Audio, le service similaire d'Associated Press, commercialisé auprès des 6000 radios locales américaines. En 2004, l'AFP audio a été rebaptisée A2PRL.
Depuis 2021, l'AFP réutilise la marque AFP audio dans le cadre d'une nouvelle offre de services. Cela se concrétise par le lancement des programmes "Twenty Twenty" et "Sur le fil".
En France, d’autres entreprises proposent également ces services comme l’A2PRL, SmartRadio, Goodnews Presse, ETX Studio et VT Consult.
Dans le monde, Associated Press aux États-Unis, Reuters au Royaume-Uni (via "Reuters Audio" et "Reuters Ready Audio"),, Deutsche Presse-Agentur en Allemagne, l'agence Belga en Belgique, ou encore l'agence Ceteka en Tchéquie proposent des services audios similaires.
À ce propos, l'agence allemande DPA souhaite devenir « la source la plus importante pour les producteurs de contenus audio en Allemagne » via son service Audio Hub,. Seulement quelques semaines après son lancement, la DPA revendique déjà plus de 230 clients.

### Les agences de presse mondiales et généralistes
Le modèle économique des agences de presse mondiales et généralistes se caractérise par la nature du service offert : couvrir en temps réel l'actualité sur l'ensemble de la planète et dans tous les domaines de l'information (sport, justice, économie, politique, religion, faits-divers, culture, vie pratique), en déployant une structure de coût et d'actionnariat permettant de s'adresser à toutes les radios, télévisions, sites internet et journaux de tous les pays, en offrant une garantie de neutralité. Leur modèle économique est bâti sur des économies d'échelle : toucher tous les publics pour rentabiliser les coûts fixes d'un réseau mondial constitué de bureaux ouverts dans la plupart des pays. La couverture des petits pays et des domaines d'information moins recherchés pèse sur la rentabilité de ce modèle économique, qui est par ailleurs conforté par les barrières à l'entrée.
Chacune des trois agences de presse mondiale a une importante production de reportages télévisés, qui profite de l'implantation dans plusieurs centaines de pays, pour offrir des images télévisées à tous ses clients. Reuters a fondé Visnews en 1957. AP Television News, filiale de l'Associated Press, et l'AFP TV, filiale de l'Agence France-Presse, sont nées au milieu des années 1990. Chacune produisait en 2010 plus d'une trentaine de reportages télévisés chaque jour. Le leader est AP Television News et le moins développé l'AFP TV. Le système d'échange d'images EVN s'est ouvert à leurs services, permettant de toucher à moindre coût l'ensemble des chaînes de télévision.
Les agences de presse mondiales et généralistes se caractérisent par un portefeuille de clients très diversifié : plusieurs milliers de médias dans la plupart des pays, grâce à une diffusion dans de nombreuses langues, en particulier les plus utilisées : anglais, espagnol, français, arabe, chinois, russe et portugais.
Dans une logique de couverture à long terme, ces agences ont des contraintes :
- de neutralité, pour être utilisables par le plus grand nombre de médias possible, de tous les pays, pour être accessible à tous les publics et permettre à tous les médias, quels que soient leurs positionnements, culturel, politique ou religieux, d'utiliser les services de l'agence comme un complément à leur propre production journalistique. Les dépêches de l'agence constituent un socle sur lequel le journal apporte sa valeur ajoutée, sa connaissance des sujets abordés ou d'une région, son approche, le ton employé, pour entretenir une relation de confiance avec ses lecteurs.
- de fiabilité, car les clients n'ont pas la possibilité de vérifier les informations venant de l'étranger.
- de rapidité, pour pouvoir être immédiatement reprise par les radios, les sites Internet et les télévisions, avant qu'ils n'utilisent l'information d'une agence concurrente. Leur production obéit à un découpage de l'information par priorité : en cas de gros événement, elles donnent immédiatement une alerte de quelques mots, puis une dépêche urgente de cinq ou six lignes, avant de développer.

Pour être neutres et fiables à la fois, les agences de presse mondiales et généralistes s'imposent aussi une contrainte de traçabilité : elles donnent systématiquement une source à leurs informations, tout en respectant le principe de protection des sources d'information, à condition que l'identité d'éventuelles sources anonymes ait été soigneusement vérifiée et questionnée, ainsi que les raisons nécessitant de la protéger. Cette contrainte de traçabilité facilite la vérification des faits[réf. nécessaire].
Les agences de presse mondiales et généralistes doivent travailler dans l'urgence et conserver une certaine distance avec les sujets traités, afin de rester le plus neutre possible. Leur capacité d'expertise, d'analyse et de connaissance en profondeur des sujets, en est réduite. Les journaux plus spécialisés ou à forte identité régionale peuvent les concurrencer sur ce terrain, avec une production sur-mesure.
Le nombre d'agences mondiales et généralistes a beaucoup évolué au fil des ans. De six avant 1939, il est revenu à trois à la fin des années 1980 : Associated Press, Agence France-Presse et Reuters. Cette dernière, rachetée en 2007, par Thomson Financial, diffuse toujours un service généraliste, couvrant tous les domaines de l'information, à destination de tous les médias mondiaux. L'histoire de l'Agence Reuters, marquée par une percée dans la finance aux États-Unis dès la deuxième partie des années 1960, montre qu'elle réalisait la majorité de son chiffre d'affaires dans les services aux entreprises (courtage, logiciels boursiers) dès les années 1970, bien avant le rachat par le groupe canadien Thomson Financial. Parallèlement à cette diversification, Reuters est devenu leader sur le marché de l'information généraliste, vendue aux entreprises comme aux médias, devant l'Associated Press, aux États-Unis comme dans le reste du monde[réf. nécessaire].
Les agences d'information financière, Dow Jones et Bloomberg LP, ont renoncé à devenir généralistes : elles ne diffusent que de l'information économique, panachée d'un tout petit peu d'information généraliste pour Bloomberg. La première y a renoncé après son alliance avec Associated Press, dont elle se veut complémentaire, et la seconde après l'entrée en politique de son propriétaire, Michael Bloomberg. Elles visent essentiellement une clientèle non-médias. Elles ont environ dix fois moins d'abonnés dans le monde des médias, et seulement dans la presse écrite. Bloomberg LP a percé dans les années 1990 en offrant des services financiers aux entreprises (bases de données), que Reuters n'offrira qu'après sa fusion avec Thomson Financial en 2007.
Les agences appartenant à un État peuvent avoir une dimension internationale, comme Xinhua (Chine Nouvelle), ITAR-TASS (Russie), EFE (Espagne) ou ANSA (Italie), mais sans disposer d'un nombre de clients suffisant à l'étranger pour amortir les coûts de production d'un réseau mondial de journalistes.

### Les agences nationales
De nombreux pays ont créé une agence nationale de presse, à capitaux publics, après la Première Guerre mondiale, la Seconde Guerre mondiale ou lors de la Décolonisation. L'agence Tunis Afrique Presse est par exemple fondée le 1er janvier 1961, avec un monopole national qui en fait la seule source d'information en Tunisie. Dès 1918, lorsqu'est proclamée la République d'Autriche, avec seulement sept millions d'habitants, sur les décombres de l'Empire austro-hongrois, qui en comptait 26 millions, le Korrbureau doit céder ses filiales étrangères comme la hongroise Magyar Távirati Iroda. En Turquie, le « bureau de presse kémaliste » créé en 1920 par Mustapha Kémal est devenu l'Agence Anadolu.
Ce mouvement a ensuite connu une troisième vague dans les années 1970, lorsque l'UNESCO a soutenu les agences d'État dans de nombreux pays en voie de développement. En Australie et au Canada, la revendication d'une agence nationale a pris une forme coopérative, plus modeste mais plus solide, car reposant sur la presse locale.
Les agences appartenant à un État ou un groupe d'États ont pour certaines d'entre elles acquis une dimension internationale, comme Xinhua (Chine Nouvelle), ITAR-TASS (Russie), EFE (Espagne) ou ANSA (Italie), mais sans disposer d'un nombre de clients suffisant à l'étranger pour amortir les coûts de production d'un réseau mondial de journalistes. Ni mondiales ni généralistes, elles se focalisent par ailleurs sur les informations politiques et diplomatiques, avec une production plus réduite dans les autres domaines. Pour couvrir de nombreux évènements, elles se reposent sur des envoyés spéciaux, faute de disposer d'un bureau dans le pays concerné, ou bien achètent la production de l'une des agences mondiales et généralistes.

## France, Afrique et Commonwealth: les cohabitations entre différents types d'agences

### Deux univers en France, l'AFP et les agences spécialisées
L'AFP s'est mondialisée dans les années 1960 et 1970, après avoir survécu à la concurrence des initiatives de quotidiens régionaux comme l'Agence MaxPPP, l'ACP ou l'Agence télégraphique républicaine à l'époque de son ancêtre l'Agence Havas. Malgré l'importance des abonnements publics, elle ne pèse qu'un tiers de l'activité des agences de presse en France, au nombre de 1373 en 2008, dont 58 % reposant sur un modèle d'entreprise individuelle, particulièrement dynamique dans le domaine de la photo, qui a su profiter dans les années 1970 de l'expansion de la presse magazine. Pour celles qui emploient des salariés, la Convention collective nationale de travail des journalistes est étendue, ce qui lui donne force de loi, même s'il s'agit d'une agence de presse régie par l'Ordonnance no 45-2646 du 2 novembre 1945, donnant droit à un taux de TVA réduit, de 5,5 %. Ce taux est accordé par une commission paritaire - comprenant des représentants de la presse et de l’administration - la « Commission paritaire des publications et agences de presse » (CPPAP).
Seulement 35 des agences de presse en France ont plus de 20 salariés et un tiers du chiffre d'affaires est assuré par les agences de moins de 20 salariés. Les intérêts de 118 d'entre elles, à la date d'avril 2012, étaient défendus, en fonction des spécialités propres à chaque groupe, par trois syndicats patronaux différents, regroupés au sein de la FFAP (Fédération Française des Agences de Presse) : le SAPHIR (Syndicat des Agences de Presse Photographiques d'Information et de Reportage), qui regroupe les agences photographiques à destination de tous supports de diffusion, le SAPIG (Syndicat des Agences de Presse d’Informations Générales), qui fédère les agences d'informations générales et spécialisées pour la presse écrite, et le SATEV (Syndicat des Agences de Presse Audiovisuelles), au sein duquel sont réunies les agences d'informations pour les chaînes de télévision et les radios. Ce dernier regroupe 55 agences de presse, de taille et de contenus éditoriaux différents.

### Canada et Australie: le modèle coopératif en réaction à l'hégémonie AP/Reuters
Dès les années 1860, les journaux scandinaves choisissent le modèle coopératif, avec l'aide de l'Allemagne, face à l'hégémonie Reuters en Europe. L'Agence Ritzaus ne se résout pas à acheter le service général de Reuters, qui refuse de lui vendre un service limité, et contribue en 1867 à la création de l'Agence Svenska Telegrambyran suédoise et l'Agence Norks Telegrambyra norvégienne.
Au début du XXe siècle, le développement de la presse écrite au Canada s'est appuyé sur le recours aux grandes agences de presse américaines, l'Associated Press, United Press International et l'IMS du groupe Hearst, la première dominant assez rapidement le marché canadien après les difficultés de la britannique Reuters découlant de la censure lors de la Première Guerre mondiale. « Le point de vue canadien sur les évènements internationaux est donc moins présent dans les nouvelles que celui des États-Unis », déplorent ainsi les auteurs Denis Monière et Julie Fortier. Le ton des articles constitue le principal travers que les éditeurs canadiens reprochent à l'Associated Press américaine. Face aux premières critiques, le Canada tente d'assurer sa propre production de nouvelles. La modeste Canadian Associated Press, fondée en 1903 pour développer un réseau de distribution, devient en 1917, grâce à un acte du parlement canadien, une structure plus offensive, organisée sous forme coopérative : La Presse canadienne. Elle a l'ambition de permettre aux journaux canadiens d'échanger de l'information sur l'actualité et lance en 1951 son premier service d'information en français, mais sans parvenir à dépasser le cadre d'une agence de taille nationale, même si elle est la première des agences canadiennes. Les critiques contre la « vision américaine du monde » des grands médias américains, reviennent ainsi au Canada avec la mondialisation, le « village mondial » étant présenté alors comme un véritable « village CNN ».
En Australie, le modèle coopératif s'est développé sur des bases proches, mené par Sir Keith Murdoch (1886-1952), père de Rupert Murdoch, en réaction aux difficultés de Reuters, accusée d'être composée de journalistes snob, arrogants et éloignés des réalités australiennes. Ces critiques précipitent le passage de Reuters, alors propriété de Sir Roderick Jones, sous le contrôle de la Press Association britannique, et ainsi sa renaissance sous une forme plus neutre, y compris en Australie.

### Grandeur et décadence des agences nationales et «régionales» en Afrique
Au début des années 1980, l’UNESCO a soutenu la création d’agences de presse nationales en Afrique, avec l'espoir de promouvoir une plus grande diversité des sources d’information au niveau international, après une controverse sur la domination des agences de presse mondiale et généraliste. Dès la XVIIe Conférence générale de l'Unesco, en 1972, les agences de presse mondiale et généraliste, alors au nombre de cinq, furent en effet accusées d'être « une source de pollution morale et culturelle », une polémique nourrie depuis la création de l'Agence de presse Latin, à qui succédera l'Agence commune des pays non alignés.
Pour l'Unesco, il s'agissait aussi de pallier la quasi-absence des agences de presse dans certains pays parmi les plus pauvres. Face à leurs difficultés, l’UNESCO a encouragé l’établissement d’agences de presse par grandes régions d'Afrique (CANAD, SEANAD et WANAD) et encouragé le développement de l'Agence panafricaine de presse, basée à Dakar, capitale du Sénégal, avec deux bureaux extérieurs, à New York (États-Unis) et à Paris (France).
Le secteur des agences de presse s’est ensuite enrichi au cours des années 1990 par l’apparition en Afrique d’agences locales privées comme l’« Agence Proximités » au Bénin, ou associatives, comme Syfia Info, fédération d'agences francophones créée en 1988, qui regroupe 9 agences de presse dont 6 en Afrique (Bénin, Burkina Faso, Cameroun, Madagascar, République démocratique du Congo, Sénégal), faisant travailler quelque 80 journalistes dans 35 pays, en complétant le réseau mondial des 3 grandes agences, AFP, AP et Reuters.
Le développement d'Internet a ensuite signifié la fin du modèle classique de l’agence de presse en tant que « grossiste » de l’information. Dans la plupart des États d’Afrique francophone, il existe aujourd'hui une diversité de médias, voire d'agences de presse. L'irruption des agences privées a coïncidé avec l'éclatement du modèle des agences nationales auxquelles l'Agence panafricaine de presse servait de relais pour la diffusion des informations à l’extérieur, en constituant par ailleurs la seule voie d’accès possible aux services des grandes agences internationales ou mondiales. Les possibilités d'accès à l’information internationale offertes par le réseau Internet ont rendu désuets les monopoles des agences nationales. Par ailleurs, la concentration des journaux et la formation, dans le secteur des médias africains, de conglomérats multimédias internationaux a permis à certains d'entre eux de se passer des services classiques des agences nationales. Ils ont préféré se doter d’un service interne pour la couverture de l'Afrique, en complément des réseaux de l'AFP, AP, Reuters et Radio France internationale, ces deux dernières restant très implantées en raison de leur couverture intensive des matières premières.